# Coldrano
Coldrano (Goldrain in tedesco) è una frazione del comune mercato di Laces, in Val Venosta, nella provincia autonoma di Bolzano.
La frazione è sovrastata dal Monte Sole ed è circondata da vigneti e frutteti.

## Storia
La tradizione popolare vuole che il territorio di Coldrano fosse una zona ricca di miniere d'oro, come evoca il toponimo in tedesco.

## Monumenti e luoghi d'interesse

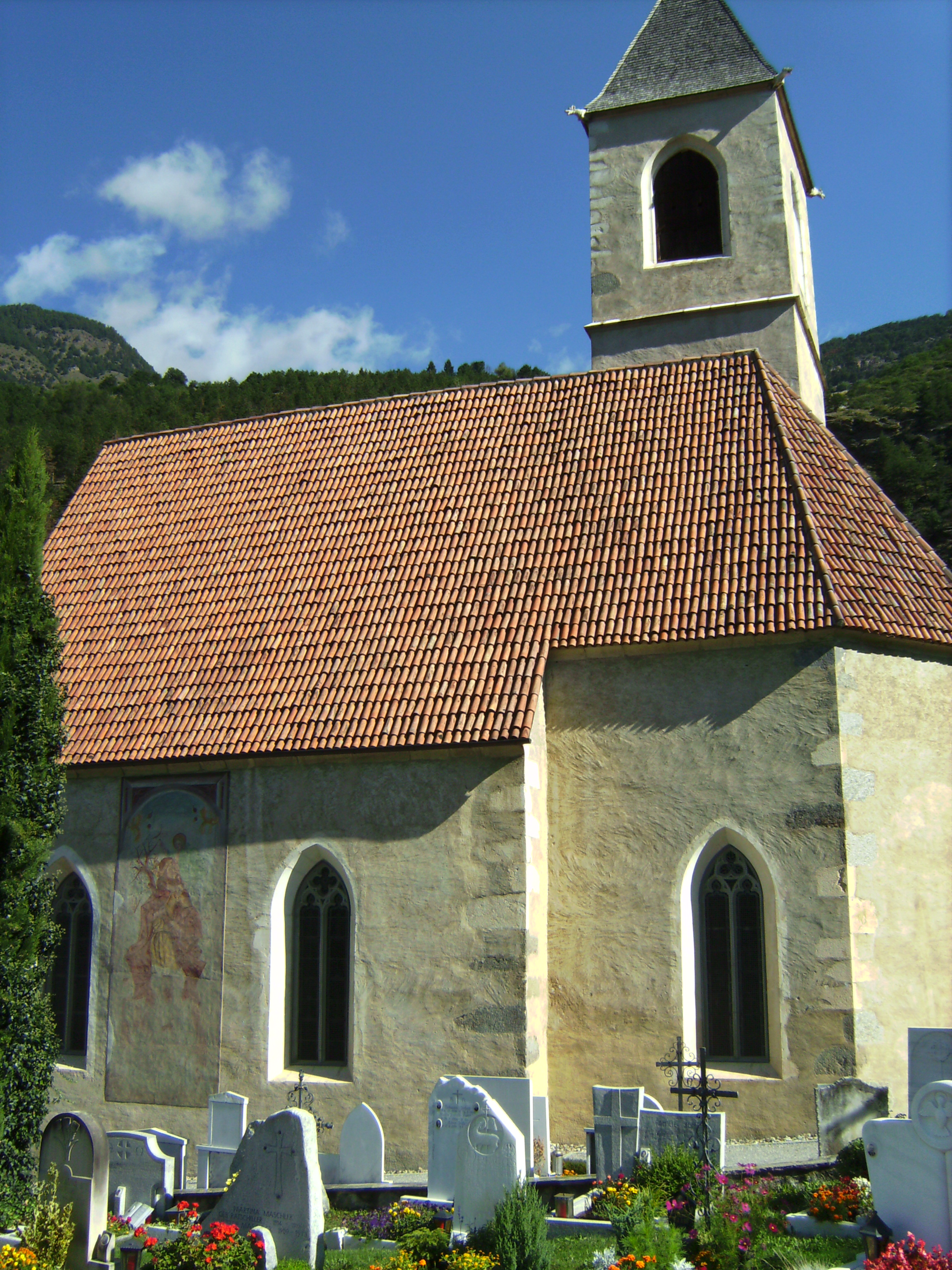
La chiesa parrocchiale di San Lucio

### Architetture religiose
- Chiesa di San Lucio
- Chiesa di Sant'Anna in Schanzen

### Architetture militari
- Castello di Coldrano, che risale all'XI secolo e fu reso residenza nobiliare solo nel rinascimento.
- Castel Monte Sant'Anna, unico maniero venostano ad avere un fossato.

## Infrastrutture e trasporti
Coldrano, oltre che da diverse linee autobus, è servita dalla stazione ferroviaria SAD di Coldrano-Martello, lungo la linea ferroviaria della Val Venosta.